# Rue Traversine
La rue Traversine est une ancienne rue de Paris, aujourd'hui disparue, qui était située dans l'ancien 12e arrondissement de Paris.
Elle ne doit pas être confondue avec l'autre « rue Traversine », située dans le quartier du Palais-Royal et devenue la rue Molière.

## Situation
Cette rue commençait rue d'Arras et finissait rue de la Montagne-Sainte-Geneviève et était située dans l'ancien 12e arrondissement de Paris. Elle s'inscrivait dans le prolongement de la rue Judas, actuel passage du Clos-Bruneau.
Les numéros de la rue étaient noirs. Le dernier numéro impair était le no 25 et le dernier numéro pair était le no 40.
Il en subsiste deux immeubles (le 2 et le 4) en retrait du 23, rue des Ecoles. La rue se prolongeait au fond du square Paul-Langevin, pour aboutir dans la rue d'Arras.

## Origine du nom
La voie tient sans doute son nom du fait qu'elle traversait le versant nord de la montagne Sainte-Geneviève de la rue d'Arras à la rue de la Montagne-Sainte-Geneviève.

## Historique
Elle est citée dans Le Dit des rues de Paris de Guillot de Paris, vers 1300, sous la forme « rue Traversainne ».
Elle est citée sous le nom de « rue Traversine » dans un manuscrit de 1636 dont le procès-verbal de visite, en date du 3 mai 1636, indique qu'elle « a été trouvée comme étant le receptacle de boues, ordures et immundices seiches et fraiches, qui cause de grandes vapeurs puantes capables d'infecter tout le quartier ».
Aux siècles suivants, elle est nommée « rue Traversière » — d'autres voies portent ou ont porté ce nom dans l'histoire de la ville —, puis « rue Traversine ». Elle a disparu lors du percement de la rue des Ecoles et de l’agrandissement de l'École polytechnique.